# Charles Fiterman
Charles Fiterman (ur. 28 grudnia 1933 w Saint-Étienne jako Chilek Fiterman) – francuski polityk, działacz komunistyczny, deputowany oraz minister.

## Życiorys
Jego rodzice byli pochodzącymi z Polski Żydami. W trakcie II wojny światowej jego ojciec został w 1943 zatrzymany, a następnie osadzony w niemieckim obozie koncentracyjnym Auschwitz-Birkenau, gdzie zmarł w 1944. Charles Fiterman był ukrywany m.in. na wsi w rodzinie katolików. Kształcił się w zawodzie elektryka. Działał w UJRF, przekształconej potem w młodzieżówkę komunistyczną. W latach 1954–1957 odbywał służbę wojskową. Wstąpił do związku zawodowego CGT i do Francuskiej Partii Komunistycznej. W latach 60. obejmował funkcje zastępcy dyrektora centralnej szkoły partyjnej i sekretarza lidera PCF Waldecka Rocheta. Wszedł w skład komitetu centralnego komunistów.
Był radnym departamentu Dolina Marny (1973–1979) oraz regionu Rodan-Alpy (1986–1993). W latach 1978–1981 i 1986–1988 sprawował mandat posła do Zgromadzenia Narodowego. Od czerwca 1981 do lipca 1984 pełnił funkcję ministra transportu w drugim i trzecim rządzie Pierre’a Mauroy. W pierwszym z tych gabinetów (urzędującym do marca 1983) był również ministrem stanu
. W latach 1989–2001 zajmował stanowisko mera miejscowości Tavernes.
Krytykował z czasem kierownictwo PCF, w 1994 odszedł z komitetu centralnego i znalazł się poza partią. W 1998 dołączył do Partii Socjalistycznej, wystąpił z niej w 2017.